# 大分県の図書館一覧
大分県の図書館一覧（おおいたけんのとしょかんいちらん）は、大分県内にある図書館（学校図書館を除く）の市・郡別の一覧である。

## 大分市
公立図書館
- 大分県立図書館
- 大分市民図書館（ホルトホール大分内）
  - 大分市民図書館コンパルホール分館（コンパルホール内）

大学図書館
- 大分大学学術情報拠点図書館
- 大分県立看護科学大学附属図書館
- 日本文理大学図書館
- 大分県立芸術文化短期大学附属図書館
- 大分短期大学図書館

## 別府市
公立図書館
- 別府市立図書館

大学図書館
- 立命館アジア太平洋大学ライブラリー
- 別府大学附属図書館
- 九州大学生体防御医学研究所図書室
- 別府溝部学園短期大学附属図書館

私立図書館
- 松本記念児童図書館

## 中津市
公立図書館
- 中津市立図書館
  - 中津市立小幡記念図書館
  - 中津市立三光図書館
  - 中津市立本耶馬渓図書館
  - 中津市立耶馬溪図書館
  - 中津市立山国図書館（コアやまくに内）

大学図書館
- 東九州短期大学図書館

私立図書館
- 童心会村上記念私立児童図書館

## 日田市
公立図書館
- 日田市立淡窓図書館

## 佐伯市
公立図書館
- 佐伯市立佐伯図書館

## 臼杵市
公立図書館
- 臼杵市立臼杵図書館
  - 臼杵市立臼杵図書館野津分館

## 津久見市
公立図書館
- 津久見市民図書館

## 竹田市
公立図書館
- 竹田市立図書館

## 豊後高田市
公立図書館
- 豊後高田市立図書館

## 杵築市
公立図書館
- 杵築市立図書館

## 宇佐市
公立図書館
- 宇佐市民図書館
  - 宇佐市民図書館安心院分館
  - 宇佐市民図書館院内分館

## 豊後大野市
- 豊後大野市図書館
  - 豊後大野市中央図書館
  - 豊後大野市緒方図書館

## 由布市
公立図書館
- 由布市立図書館
  - 由布市立図書館庄内分館
  - 由布市立図書館湯布院分館

大学図書館
- 大分大学学術情報拠点医学図書館

## 国東市
公立図書館
- 国東市図書館
  - 国東市国見図書館
  - 国東市くにさき図書館
  - 国東市武蔵図書館
  - 国東市安岐図書館

## 東国東郡
公立図書館
- 姫島村中央公民館図書室

## 速見郡
公立図書館
- 日出町立図書館（BiVi日出内）

## 玖珠郡
公立図書館
- 玖珠町わらべの館図書室
- 九重町図書館（九重文化センター内）